# Bolsa de Valores de Guayaquil
La Bolsa de Valores de Guayaquil (BVG) es una empresa privada ecuatoriana cuyas acciones se encuentran listadas en el mercado de valores, el objetivo de la bolsa es facilitar la negociación de valores mediante información financiera en tiempo real.

## Historia
En Ecuador, el primer intento por crear una Bolsa de valores se dio en la ciudad de Guayaquil en 1847, motivada por la euforia que por esos años se sentía en todo el mundo con respecto a levantar capitales y crear empresas, siguiendo el ejemplo de la más famosa bolsa de esa época que era la de Londres.
Posteriormente, con el boom de exportaciones que experimentó el Ecuador por el año 1870, al ser el principal productor y exportador de cacao, los comerciantes se dieron cuenta de que tenían suficiente capital como para establecer una Bolsa, y así lo hacen en 1873.
La institución tuvo el nombre de Bolsa Mercantil de Guayaquil y se ubicó en lo que hoy es el Malecón Simón Bolívar, muy cerca de la Gobernación.
Esta fue una bolsa muy dinámica, en la que cotizaban alrededor de 20 empresas. Entre las empresas cotizantes se encontraban los principales bancos de ese entonces: Banco de Crédito Hipotecario, Banco del Ecuador, Banco Comercial Agrícola, entre otros.
Dicha Bolsa debió cerrar sus puertas por diversas causas, pero principalmente por la inestabilidad económica y política que el país vivió en los días de la Revolución Liberal.
El primer intento de este siglo por crear una bolsa de valores fue alrededor de los años 30 y fracasó debido a que el Ecuador no estaba listo ni lo suficientemente maduro como para hacer frente a una empresa de esta naturaleza. Luego en el año 1969, por una iniciativa de la Comisión de Valores Corporación Financiera Nacional, como se llamaba en aquella época a esta institución, se promovió la apertura de dos Bolsas, una en Quito y otra en Guayaquil.

### Evolución de la actividad bursátil en la BVG
La primera Rueda de Bolsa en la BVG se llevó a cabo el 31 de agosto de 1970, siendo la primera operación cerrada una correspondiente a Cédulas Hipotecarias por 100.000 sucres (US$ 4.300 al tipo de cambio de la época). Al finalizar el año, las negociaciones habían acumulado un gran total de USD$ 956,186.
Durante los primeros años de funcionamiento la participación del Estado y sus dependencias fue predominante en las operaciones bursátiles, debido a que en 1976 se estableció la obligatoriedad de que estos papeles tenían que negociarse exclusivamente a través de Bolsa. Entre los títulos más negociados durante esa época se encontraban las Cédulas Hipotecarias, Bonos del Estado, Certificados de Abono Tributario, Bonos de Estabilización Monetaria, Notas de Créditos y Avales Bancarios. Las operaciones de renta variable significaban menos del 1%. La década de los 70 terminó con un significativo repunte en el volumen de negociaciones anuales, que se incrementó a USD$ 165,912,479 en 1979 (al tipo de cambio correspondiente).
El primer lustro de los 80 fue particularmente difícil para la economía ecuatoriana y por ende para la actividad bursátil, el país vivió una transición de poder luego del fallecimiento del Presidente Jaime Roldós Aguilera, soportó el embate del Fenómeno del Niño, se vio afectada por una crisis financiera internacional (crisis Mexicana), se llevó a cabo el programa de Sucretización de las deudas del sector privado; todo esto ocasionó un decrecimiento de los volúmenes negociados del 77% con respecto a 1979. No obstante, para la segunda parte de los 80, las negociaciones en sucres tuvieron un repunte vertiginoso, pero debido al incremento del tipo de cambio, la década termina con un monto anual de operaciones de USD$ 18,162, 698.
La década del 90 significa para el mercado de valores ecuatoriano un referente histórico de gran relevancia, pues en el año 1993, se logra la aprobación de la primera Ley de Mercado de valores. Es así como empiezan a darse las primeras emisiones de Obligaciones y el mercado alcanza un auge durante 1993 y 1994 (las transacciones en el año 94 llegaron a un total de USD$ 555,097,027). Asimismo, en estos años se dio un giro dramático a la estructura de las negociaciones, anteriormente las operaciones en renta variable habían significado bajos porcentajes (en la mayoría de los años menos del 1%), pero entre el 93 y 94, su importancia llegó a representar el 70% del total negociado. Para 1994 el monto negociado en acciones fue de USD$ 396,149,564.
En 1995 una serie de acontecimientos frenaron bruscamente el crecimiento de la economía y consecuentemente del mercado de valores. El mercado accionario se enfrentó con las secuelas de las crisis internacionales, a esto se le sumó el entorno macroeconómico local y el conflicto con el Perú, los que originaron que nuevamente las operaciones se inclinaran hacia el mercado de renta fija, alcanzando una participación del 77% en total negociado. No obstante, el volumen global de operaciones creció en un 62% con relación al 94 y se dio un importante impulso a las operaciones de títulos de largo plazo, sobre todas las obligaciones empresariales, las que crecieron en un 568%. En total, entre 1994 y 1998 se realizaron emisiones en obligaciones por 2 billones de sucres, 354 millones de dólares y 2,5 millones de UVC.
1997 presentó un repunte de las negociaciones en acciones que crecieron en un 154% con relación al 96. Para 1998 se expide una nueva Ley de Mercado de Valores, que incorpora figuras como los inversionistas institucionales, el fideicomiso y la titularización. El primer proceso de esta naturaleza por Bolsa se dio en el año 2002, por USD$ 8,000,000. A partir de este año, su desarrollo ha sido constante, alcanzando sólo en el año 2005 (enero- noviembre) la cifra de 50 millones de dólares en montos aprobados.
Luego de la gran crisis financiera y económica del año 1999, donde se vivió el congelamiento bancario y el cierre de importantes bancos, la inflación más alta de los últimos 10 años (60.7 %), devaluación cambiaria, entre otras cosas; en enero del 2000, se anunció la dolarización del país. Un dólar equivalía a 25.000 Sucres. El esquema entró en vigencia el 9 de marzo de 2000 y el 9 de septiembre el Sucre dejó de existir como medio de pago.
A partir de este hecho, el Ecuador ha logrado estabilidad macroeconómica, lo cual ha favorecido durante los últimos años la toma de decisiones en el ámbito empresarial, reactivándose poco a poco los proyectos y por ende las necesidades de financiamiento.
Así vemos como a partir del año 2001 los montos de emisiones en deuda corporativa (obligaciones, papel comercial y titularizaciones) se han incrementado año a año. En el periodo 2001 - 2006, los montos aprobados han aumentado en un 5,195 %, pasando de USD$ 17,5 millones a USD$ 926.7 millones.
En lo referente al monto de negociaciones anuales globales, también observamos un significativo repunte en el periodo, ascendiendo de 862,5 millones de dólares (año 2001) a 2,400 millones de dólares al finalizar el 2006.

### Nacimiento de la BVG
La Bolsa de Valores de Guayaquil, que nació como compañía anónima en 1969, se transformó en Corporación Civil Sin Fines de Lucro el 4 de mayo de 1994, de acuerdo la Ley de Mercado de Valores, y se ubica bajo el control de la Superintendencia de Compañías. No obstante, las bolsas tienen la capacidad de autoregularse, con la facultad de emitir las normas y reglamentos para controlar y supervisar las operaciones bursátiles.
El 20 de mayo de 2014, se expide la Ley Orgánica para el Fortalecimiento y Optimización del Sector Societario y Bursátil.